# 拉菲号驱逐舰 (DD-724)
拉菲号驱逐舰 (DD-724)是美国于第二次世界大战期间建成的一艘艾伦·M·萨姆纳级驱逐舰，1943年，该舰铺设龙骨并于同年下水，1944年2月，其正式加入美国海军服役。因其在诺曼底登陆期间的功绩和冲绳战役中对常规轰炸机与神风特攻队的有效防御而获得了“不死之船”的绰号。现如今，拉菲号是美国国家历史名胜，作为博物馆舰保存于南卡罗来纳州查尔斯顿郊外的爱国者角。
拉菲号是美国海军中第二艘以“拉菲”命名的舰艇，纪念因在1864年3月5日对抗美利坚联盟国军队的战斗中表现英勇而被授予荣誉勋章的巴特利特·拉菲。

## 设计建造
拉菲号由巴特利特·拉菲的女儿比阿特丽克丝·F·拉菲（Beatrice F. Laffey）女士冠名。1943年6月28日，该舰在缅因州巴斯的巴斯钢铁厂铺设龙骨，随后于11月21日下水。1944年2月8日，拉菲号正式服役，交由弗雷德里克·朱利安·贝克顿中校指挥。

## 服役历史

### 第二次世界大战
完成初期的准备训练后，拉菲号于1944年2月28日从华盛顿海军工厂起锚出发，于3月4日抵达百慕大，此后它短暂返回诺福克海军基地承担训练船任务。5月14日，拉菲号前往纽约加入去往英格兰的护航船队，保护物资与人员安全并准备参加即将展开的行动。在苏格兰格里诺克补充燃油后，船队继续前往英格兰普利茅斯并于5月27日顺利抵达。
拉菲号在抵达英国后立即着手准备诺曼底登陆。6月3日，它护送拖船、登陆艇和荷兰皇家海军弗洛雷斯级炮艇松巴号与弗洛雷斯号前往诺曼底海滩。1944年6月6日黎明时分，船队抵达法国塞纳河湾猶他海灘附近的目标区域。此后的两天时间，拉菲号为进攻部队提供掩护与支援，并于8日至9日成功摧毁部分岸上炮台。此后，拉菲号暂时脱离战场，返回普利茅斯补给，次日重回诺曼底海岸。6月12日，拉菲号追击了被纳尔逊号驱逐舰使用鱼雷攻击的S艇，并在战斗中打破了它们的紧密编队，阻止了其进一步的攻击。
掩护支援任务完成后，拉菲号返回英国，并于6月22日抵达朴茨茅斯，停泊于內華達號戰艦之侧。6月25日，她与内华达号一起被编入轰击瑟堡-奥克特维尔城市防御工事的第2炮击舰队，参与近距离支援陆上部队推进的行动。到达炮击区域后，舰队遭到岸防炮攻击，驱逐舰巴顿号和奥布莱恩号被炮火命中。拉菲号也被一枚跳弹击中水线以上舰体，但该弹没有爆炸，几乎没有造成损伤。
炮击行动当天较晚时候，舰队撤退前往北爱尔兰，并于7月1日抵达贝尔法斯特。3天后，拉菲号与119驱逐舰中队一起踏上返回美国的旅程，并于7月9日抵达波士顿。经过一个月的检修与调整，她更新并安装了部分电子设备，随后，她对这些仪器进行了测试。两周后，拉菲启程前往诺福克，并于8月25日抵达。

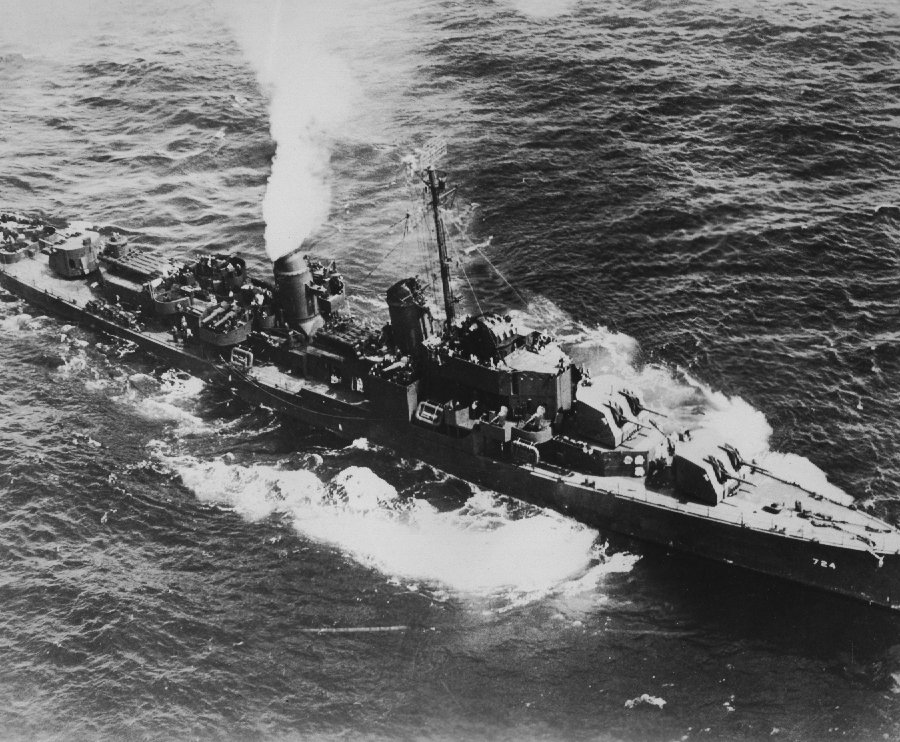
二战期间的拉菲号驱逐舰

第二天，拉菲号启程经由巴拿马运河到达加利福尼亚州圣地亚哥，随后前往夏威夷，并于9月抵达珍珠港。在经过各领域的大量训练后，10月23日，拉菲号经埃尼威托克驶往战区，11月5日，她进驻烏利西環礁。同一天，她加入第38特遣舰队，随后参加了对菲律宾敌方船只、飞机、机场等目标的空袭行动。11月11日，拉菲号在海面上发现了一个降落伞，并在之后营救了一名受重伤的日本飞行员，该飞行员在第二天的驱逐舰加油作业中被送往企业号航空母舰。11月22日，拉菲号回到乌利西，并于11月27日与第60驱逐舰中队一起前往萊特灣。在同第7舰队联合行动期间，拉菲号为舰队提供掩护，进行反潜与防空任务。12月7日，它参加了位于奥尔莫克湾的登陆行动，为登陆部队提供火力支援。在之后的战斗中，它协同其他舰艇摧毁岸防炮台，炮击敌军部队集中区域。
12月8日，在莱特的圣佩德罗湾进行短暂修整后，拉菲号于12日启程，最终于15日抵达民都洛，随即为登陆部队提供支援。美军取得登陆胜利并成功建立滩头阵地后，拉菲号护送空登陆艇返回莱特，并于17日抵达圣佩德罗湾。在短暂参与民都洛岛巡航任务后，它返回圣佩德罗湾，并在那里重新加入第7舰队。1945年1月，它前往呂宋的林加延湾地区为登陆部队的两栖作战装备提供掩护。在结束加罗林群岛的任务后，拉菲号于1月27日回到乌利西。2月，它为第58特遣舰队提供支援，协助其发动对东京的牵制性空袭，并为硫磺島的海军陆战队提供直接的空中支援。2月下旬，拉菲号携带重要情报前往关岛通知切斯特·威廉·尼米兹海军上将，3月1日，她顺利完成任务。
第二天，拉菲号抵达乌利希，与第54特遣舰队的舰船一起进行高强度训练。3月21日，它与参加沖繩島戰役的舰队一起出击。随后的战斗中，拉菲号参与了夺取慶良間群島，轰炸海岸设施，夜间火力骚扰，掩护重要舰艇等行动。

#### 神风特攻作战
1945年4月15日，拉菲号被分配到冲绳以北约48千米处的1号雷达警戒站点监视日军战机动态，抵达站点后，她随即参与击退了当天的空袭，期间共有13架日军飞机被击落。第二天，日军又发起了一次约50架飞机规模的空袭：
- 早上8时30分，一架九九舰爆出现在拉菲号附近进行侦察。该机被防空炮火击中后投下炸弹，随后离开。不久之后，四架九九式接近拉菲号并在解散阵型后展开袭击。其中两架被20毫米高射炮击落，另外两架则在俯冲攻击时坠海。紧接着，拉菲号的防空炮击毁了一架彗星，失控的飞机继续使用机枪向驱逐舰左舷横梁扫射。十秒钟后，拉菲号的主炮命中了从右舷方向靠近投弹的第二架彗星。彗星的炸弹在水中爆炸，破片导致右舷部分炮手负伤，火势则被随后赶来的损管小组控制。[5]

- 8时42分，拉菲号摧毁了另一架靠近左舷的九九舰爆。虽然轰炸机没有完全撞上舰体，它在坠海前还是与甲板发生了擦碰，损坏的发动机中也喷出一些易燃的航空燃油。三分钟后，另一架从左舷逼近的九九舰爆撞上了一座40毫米高射炮，造成3名船员阵亡，一座20毫米机炮和两座40毫米高射炮损毁并引发弹匣爆燃。紧接着，另一架九九舰爆从船尾扫射逼近，撞上了位于船尾的主炮炮座，并在其炸弹引爆弹药室时解体，摧毁了炮塔并引发大火。另一架以相似方式逼近船尾的九九舰爆在被拉菲号的炮手击中起火之后，也撞向了正在熊熊燃烧的炮座。大约在同一时间，又一架从船尾接近的九九舰爆投下炸弹，爆炸使得拉菲号的舵机被卡在左舷26度方向并有数名船员丧生。随后，又有一架九九舰爆和一架彗星分别从左舷靠近并命中了拉菲号。[5]

与此同时，四架从三叶草湾号护航航空母舰起飞的FM-2野猫战斗机飞抵战场拦截攻击拉菲号的日军飞机。其中一名飞行员卡尔·里曼（Carl Rieman）驾驶野猫突破日军编队并瞄准了一架九九舰爆，他的僚机随后击落了那架轰炸机，里曼则开始尾随另一架九九舰爆，并在之后摧毁了敌机。十秒钟后，里曼座机追上了一架九七舰攻，随即开火并击杀了日本飞行员。仅仅五秒钟后，里曼就成功锁定了另一架九七舰攻，并在攻击中耗尽弹药。当里曼返回航母时，他俯冲穿过日军机群，迫使其中部分停止攻击。其他三架野猫战斗机也摧毁了几架日军飞机，并在耗尽弹药后继续干扰敌军进攻，直到他们燃料所剩无几而无法停留时才被迫返航三叶草湾号。随后，美国海军陆战队的12架F4U海盜式戰鬥機抵达，继续拦截日军飞机的任务。他们的行动为拉菲号提供了巨大的帮助。
另一架九九舰爆从左舷接近瘫痪的拉菲号，一架海盗随即插入对其展开追击，并在迫使它冲过船身后将其摧毁。海盗随后开始追击一架正在对拉菲号右舷进行扫射的一式战斗机，此时高射炮击中了一式，使其撞上桅杆并最终坠海，而追击的海盗因避让不及也撞上了雷达天线并坠海，飞行员随后被救起。
又一架九九舰爆从船尾袭来，并在左舷投下了炸弹。该机随后被一架海盗击落。海盗迅速拉升至另一架九九式后方并开火，但该机投下的炸弹击中并摧毁了拉菲号的一座40毫米高射炮，炮组成员全员阵亡。海盗随后开始追击两架从船头逼近的一式，击坠了其中的一架，但被另一架击落，随后，这架一式被拉菲号的炮手击落。在此过程中，拉菲号的主炮直接命中了一架从右舷接近的九九式的机鼻，使之迅速解体。战斗随着最后一架彗星被海盗击落而结束。
尽管拉菲号被四枚炸弹命中，六架神风飞机撞击，全舰32人战死，71人受伤，舰船本身却幸免于难。助理通讯官弗兰克曼森中尉曾询问船长贝克顿是否需要下达弃船指令，他厉声说：“不！只要还有一门炮能够开火，我就永远不会弃船。”但船长没有听见附近的一名瞭望员轻声说道：“如果还能找到一个人来操纵它。”
1945年4月17日，拉菲号被从空袭海域拖走至冲绳附近下锚。在那里她紧急接受了临时维修，随后离港于4月27日抵达塞班岛。四天后，她启程经由埃尼威托克和夏威夷返回美国西海岸。5月24日，拉菲号抵达华盛顿州塔科马，随后进入托德造船厂的干船坞进行大修。维修工作一直持续到9月6日，随后她驶离船厂，于9月9日抵达圣地亚哥。

### 战后
9月11日，拉菲号重新开始训练，但随后在浓雾中与猎潜艇 PC-815号发生碰撞事故。在返回圣地亚哥进行维修之前，拉菲号救起了除一名猎潜艇船员外的所有落水人员。
10月5日，拉菲号启程前往珍珠港并于11日抵达。在参加1946年5月21日十字路口行动，即在比基尼环礁进行的原子弹试验之前，拉菲号一直在夏威夷海域执行任务。十字路口行动期间，拉菲号积极参与科学数据采集工作，也因此在随后的放射性物质净化检测中被认为需要“对所有水下舰体进行喷砂、喷漆与酸洗处理，更换部分海水输送管道与其配套蒸发器”。 完成净化程序后，她经由珍珠港驶往美国西海岸，并于8月22日抵达圣地亚哥，随后沿西海岸执行任务。
1947年2月，拉菲号在关岛和夸贾林岛海域巡航，任务结束后于3月11日返回珍珠港。随后直到5月1日启程前往澳大利亚，拉菲号一直在夏威夷海域进行相关工作。在结束位于澳洲的任务后，拉菲号于6月17日返回圣地亚哥，并于同年6月30日开除现役，加入美国海军太平洋后备舰队。

### 朝鲜战争
随着朝鲜战争的爆发，拉菲号于1951年1月26日被召回现役，由查尔斯·霍洛瓦克(Charles Holovak) 中校指挥。在圣地亚哥完成试航调整后，她启程前往美国东海岸，并于2月抵达诺福克进行彻底检修与改造，随后在古巴关塔那摩湾接受进一步的训练。1952年1月中旬，她踏上了前往朝鲜半岛的征程，并于3月抵达。此后拉菲号加入第77特遣舰队掩护安提頓號航空母艦与福吉谷号航空母舰。
5月，在亨利·J·康格上校的指挥下，拉菲号参加了对韩国元山的封锁。5月30日在横须贺进行短暂休整后，拉菲号返回朝鲜半岛，并在那里重新加入第77特遣舰队。6月22日，她启程经由苏伊士运河返回美国本土，最终于8月19日抵达诺福克。
1954年2月，拉菲号开始了它的世界巡游之旅，首段航程于6月29日在韩国结束。在结束遠東的行程之后，拉菲号途经苏伊士运河返回美国东海岸，并于8月25日抵达诺福克。此后，它从诺福克出发，参加了舰队演习并承担了飞机护卫等任务。10月7日拉菲号前往救援一艘在弗吉尼亚角附近因风暴沉没的纵帆船亚伯号，救起该船的四名乘客。
1955年上半年，拉菲号进行了大量的反潜训练，并造访了新斯科舍省哈利法克斯、纽约、迈阿密以及加勒比海的港口。1958年，她在佛罗里达和加勒比海域与反潜航母开展联合行动。

### 冷战
1956年11月7日，拉菲号离开诺福克，前往地中海参与处置苏伊士运河危机。抵达后，她加入了在以色列与埃及边境巡逻的第六舰队。地方紧张局势缓和后，拉菲号于1957年2月20日返回诺福克，并继续其在美国东海岸的例行任务。9月3日，它再次启程前往参加位于苏格兰附近的北约联合行动，随后南下前往地中海并重新加入第六舰队。在结束欧洲的任务之后，拉菲号于12月22日返回诺福克。1958年6月，它启程前往加勒比海，参加一次大型军事演习。
次月返回诺福克后，拉菲号继续执行常规任务。1959年8月7日，它被划归第32驱逐舰中队，部署于地中海。12月14日，拉菲号经苏伊士运河，到达在厄立特里亚的马萨瓦停留休整，此后继续前往沙特阿拉伯拉斯坦努拉，并在那里属于阿美石油公司的货运港口度过了圣诞节。此后拉菲号一直在波斯湾执行任务直到1960年1月下旬，在收到命令后它经由苏伊士运河返回美国本土，并于2月28日抵达诺福克。8月中旬，它参加了一次大型北约海军联合军事演习，并于同年10月访问了比利时的安特卫普。10月20日，拉菲号返回诺福克，但又于次年1月被调回地中海。
在地中海部署期间，拉菲号参与了对英国遇难远洋客轮达拉号的救援工作。此后，它于8月中旬返回本土，并于8月28日抵达诺福克。拉菲号在之后的一段时间里，进行了关于促进船员团队合作，以此加强战斗力的训练。1963年2月，它作为服务舰协助诺福克测试与评估分队开展工作。1963年10月到1964年6月，拉菲号作为一支护航编队的一员在东海岸执行任务。1964年6月12日，为了训练海军军官候补生，拉菲号离开了护航编队并再次前往地中海。它于6月23日抵达帕尔马，两天后，任务小队启程执行监视苏联海军在地中海训练的任务。随后，拉菲号访问了那不勒斯、滨海泰乌勒、罗塔和瓦倫西亞等地的港口。任务结束后，她于9月3日返回诺福克。此后，拉菲号继续参与第6舰队定期进行的训练与演习，并多次前往地中海、加勒比等地执行巡航任务。
拉菲号于1975年3月9日退役。她是最后一艘退役的艾伦·M·萨姆纳级驱逐舰。

## 荣誉
拉菲号在二战期间获得了总统单位表彰和五颗战斗之星， 朝鲜战争期间获得了韩国总统单位表彰和两颗战斗之星，冷战期间获得功績單位嘉獎，以及所有三个等级的海军蓝"E"缎带。

## 现况

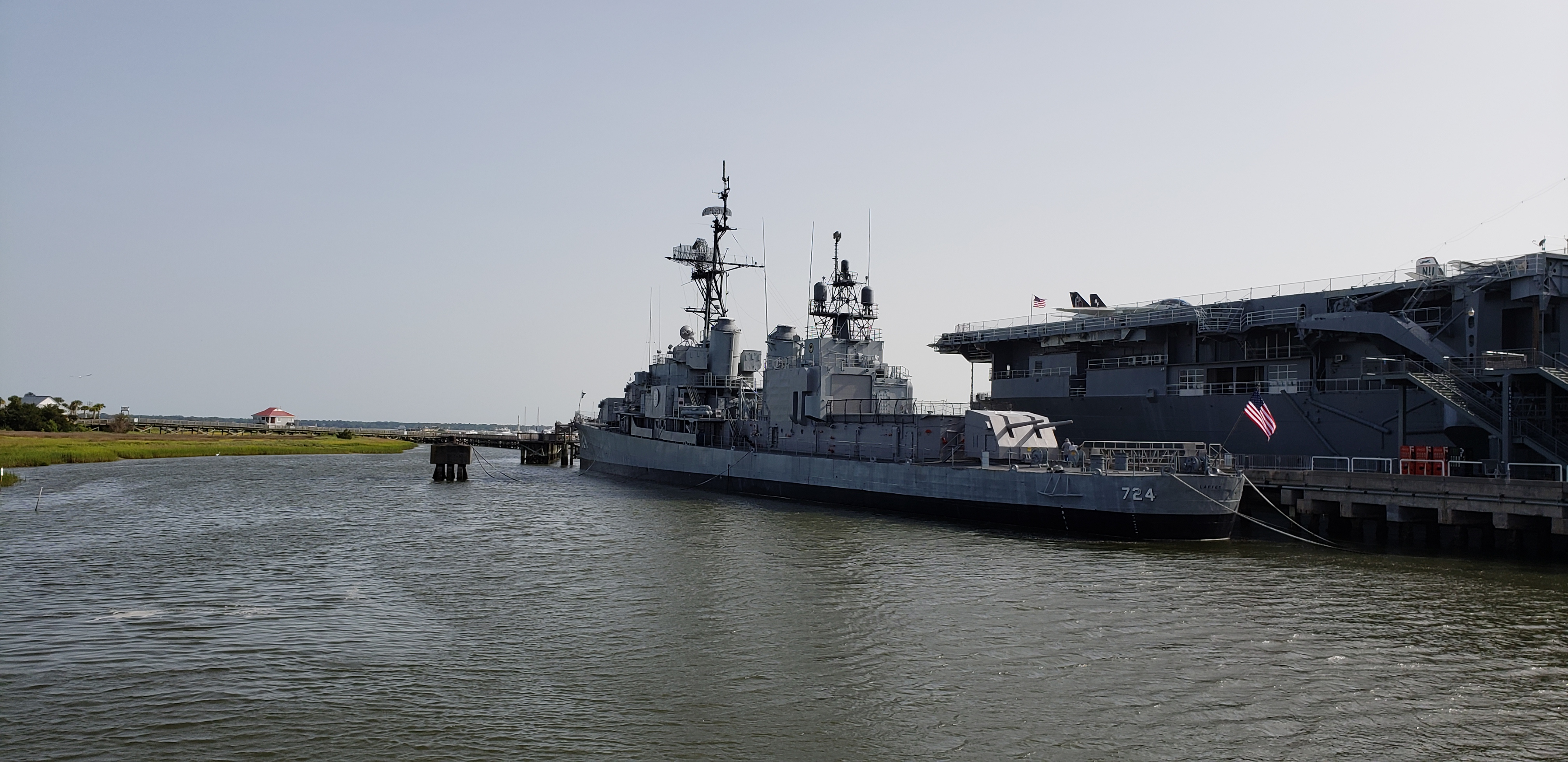
2019年6月的拉菲号驱逐舰

拉菲号目前作为博物馆舰保存于南卡罗来纳州芒特普莱森特爱国者角，停放于约克城号航空母舰和克拉玛格尔号潜艇之侧。2008年10月，拉菲号舰体被发现100余处裂痕，爱国者角的管理员们担心她会因此下沉。 如将其拖进干船坞进行维修，可能需要约900万美元的资金，这促使管理官员从南卡罗来纳州借取920万美元贷款以支付相关费用。2009年8月19日，它被拖到库珀河上游的北查尔斯顿进行维修。具体措施包括去除船体表面锈蚀，重新镀上更厚的镀层，对部分区域进行重新焊接，重新刷漆等。拉菲号于2012年1月25日重返爱国者角，在场的人群中有十多名前船员在港口迎接。其中一位退役军人说：“这意味着多年的奋斗让她重获新生。德国人试图让她消逝于大西洋，日本人试图让她沉没于太平洋，最后就连她也险些让自己坐沉于此。现在，她已然战胜了它们，她又回来了。”

## 文化影响
拉菲号在1984年約翰·卡本特参与指导的电影《费城实验》中有过出场。2007年，歷史頻道《混战》节目使用计算机仿真再现了日军飞机对拉菲号的攻击，该剧集于2007年7月13日首次播出。2018年5月，梅尔·吉布森正式宣布将执导一部关于拉菲号的历史故事电影《驱逐舰》。
在大型多人在线游戏《战舰世界》2025年8月的更新中，拉菲號以1944年的狀態作為X級驱逐舰登場。此外，该舰还以萌拟人化的形式出现在手机游戏《碧蓝航线》中。